# Peillon
Peillon – miejscowość i gmina we Francji, w regionie Prowansja-Alpy-Lazurowe Wybrzeże, w departamencie Alpy Nadmorskie.
Według danych na rok 1990 gminę zamieszkiwało 1139 osób, a gęstość zaludnienia wynosiła 131 osób/km² (wśród 963 gmin regionu Prowansja-Alpy-W. Lazurowe Peillon plasuje się na 359. miejscu pod względem liczby ludności, natomiast pod względem powierzchni na miejscu 729.).

## Zabytki
- zabytkowy rynek;
- XVIII-wieczny kościół parafialny z nietypową ośmiokątną dzwonnicą[1].